# Botoșani
Botoșani er en by i det nordlige Rumænien, hovedstedet af Botoșani-distriktet.
Mihai Eminescu, Rumæniens nationaldigter, og Nicolae Iorga, en berømt historiker, blev født i Botoșani.
- Wikimedia Commons har flere filer relateret til Botoșani

47°44′55″N 26°40′10″Ø / 47.7486°N 26.6694°Ø